# Canton de Moret-sur-Loing
Pour les articles homonymes, voir Moret et Loing (homonymie).
Le canton de Moret-sur-Loing est une ancienne division administrative française, située dans le département de Seine-et-Marne et la région Île-de-France.

## Composition
Le canton de Moret-sur-Loing groupait 14 communes jusqu'en mars 2015 :
- Champagne-sur-Seine : 6 633 habitants
- Dormelles : 861 habitants
- Écuelles : 2 635 habitants
- Épisy : 511 habitants
- Montarlot : 220 habitants
- Montigny-sur-Loing : 2 832 habitants
- Moret-sur-Loing : 4 580 habitants
- Saint-Mammès : 3 298 habitants
- Thomery : 3 432 habitants
- Veneux-les-Sablons : 4 869 habitants
- Vernou-la-Celle-sur-Seine : 2 726 habitants
- Ville-Saint-Jacques : 730 habitants
- Villecerf : 819 habitants
- Villemer : 660 habitants

## Représentation

### Conseillers généraux de 1833 à 2015
| Période               | Identité                                                             | Parti         | Qualité |
| --------------------- | -------------------------------------------------------------------- | ------------- | --- |
| 1833-1836 (démission) | Comte Philippe-Paul de Ségur                                         | Conservateur  | Général et historien Pair de France (1831-1848) Propriétaire du Château de la Rivière à Thomery |
| 1842-1848             | Comte Charles-Louis-Philippe de Ségur (1809-1886, fils du précédent) | Conservateur  | Député (1842-1848) |
| 1848-1855             | Adolphe Lemasson-Henrion                                             |               | Propriétaire, maire de Moret-sur-Loing (1840-1849) |
| 1855-1871             | François-Louis Lavaurs                                               |               | Maire de Montigny-sur-Loing jusqu'en 1884 |
| 1871-1877             | Comte Richard de Lédignan Saint-Michel de Roys                       | Républicain   | Ancien officier, maire de Villecerf, conseiller d'arrondissement Député de l'Aube (1877-1886) |
| 1877-1895             | Florimond Ledru                                                      | Républicain   | Suppléant du juge de paix - Maire de Dormelles |
| 1895-1925             | Georges Lioret                                                       | URD           | Propriétaire - Maire de Moret-sur-Loing (1908-1912), conseiller d'arrondissement |
| 1925-1937             | Georges Saint-André                                                  | Rad.modéré    | Négociant Ancien Maire de Montigny-sur-Loing |
| 1937-1940             | Jean Chevrier                                                        | SFIO          | Propriétaire Maire de Veneux-les-Sablons |
|                       |                                                                      |               | |
| 1943-1945             | André Mouchard                                                       |               | Président de la délégation spéciale de Veneux-les-Sablons Nommé conseiller départemental en 1943 |
|                       |                                                                      |               | |
| 1945-1949             | Marcel Saclier                                                       | SFIO          | Professeur à Champagne-sur-Seine |
| 1949-1955             | Georges Saint-André                                                  | RPF puis Rad. | Ancien Maire de Montigny-sur-Loing |
| 1955-1973 (décès)     | Henri Maugé (1891-1973)                                              | DVD           | Menuisier Maire de Champagne-sur-Seine (1947-1971) |
| 1973-1992             | Roland Dagnaud                                                       | DVD           | Chef d'entreprise Maire de Moret-sur-Loing (1965-1989) |
| 1992-2004             | Patrick Septiers                                                     | UDF           | Enseignant en économie et gestion des entreprises Maire de Moret-sur-Loing, Orvanne, Moret Loing et Orvanne puis Moret-Loing-et-Orvanne (1989 → 2018) Vice-président (2015 → 2018) puis président (2018 → 2021) du conseil départemental de Seine-et-Marne Président de la CC Moret Seine et Loing (2001 → ) Élu en 2015 dans le canton de Montereau-Fault-Yonne |
| 2004-2015             | Michel Bénard                                                        | PS            | Ingénieur retraité maire puis maire délégué de Veneux-les-Sablons (1989-2020) Vice-Président du Conseil Général |

### Conseillers d'arrondissement (de 1833 à 1940)
| Période                                  | Période      | Identité                                                  | Étiquette          | Qualité |
| ---------------------------------------- | ------------ | --------------------------------------------------------- | ------------------ | --- |
| 1833                                     |              | François Louis Prosper Dechambre (1800-1872)              |                    | Notaire royal, maire de Thomery                                                                             |
|                                          |              |                                                           |                    | |
| 1855                                     | 1867         | M. Alloënd-Bessand                                        |                    | Propriétaire à Montigny-sur-Loing                                                                           |
| 1867                                     | 1870         | Comte Richard de Lédignan Saint-Michel de Roys            | Républicain        | Ancien officier, maire de Villecerf                                                                         |
|                                          |              |                                                           |                    | |
| 1877                                     | 1883         | Joseph Charles Hippolyte Crosse (1826-1898)               | Conservateur       | Avocat, conchyliologue, propriétaire foncier, maire de Vernou-sur-Seine                                     |
|                                          |              |                                                           |                    | |
| 1889                                     | 1895         | Georges Lioret                                            | Républicain modéré | Propriétaire à Moret-sur-Loing                                                                              |
| 1895                                     | 1904         | Aladar-Paul-Marie-Richard de Kiss de Nemesker (1854-1930) | Républicain        | Ancien secrétaire d'ambassade, maire de Villecerf, propriétaire à Paris                                     |
| 1904                                     | 1919         | Henri Vallée                                              | Radical            | Médecin, maire de Moret-sur-Loing (1912-1919)                                                               |
| 1919                                     | 1923 (décès) | Charles Geoffroy (1871-1923)                              |                    | Entrepreneur de bâtiments, maire de Moret-sur-Loing                                                         |
| 6 janvier 1924                           | 1928         | Alfred Pierrard                                           |                    | Maire de Saint-Mammès                                                                                       |
| 1928                                     | 1940         | Théophile Frot                                            |                    | Marchand de légumes à Villecerf                                                                             |
| 1940                                     |              |                                                           |                    | Les conseils d'arrondissement ont été suspendus par la loi du 12 octobre 1940 et n'ont jamais été réactivés |
| Les données manquantes sont à compléter. |              |                                                           |                    | |

## Démographie
| 1962   | 1968   | 1975   | 1982   | 1990   | 1999   | 2006   | 2011   | 2012   |
| ------ | ------ | ------ | ------ | ------ | ------ | ------ | ------ | ------ |
| 21 347 | 22 334 | 24 567 | 26 195 | 30 482 | 33 226 | 33 811 | 33 868 | 33 787 |